# Maria-Nationalpark
Der Maria-Nationalpark ist ein Nationalpark im Nordosten des australischen Bundesstaates New South Wales, 341 km nordöstlich von Sydney und 5 km südöstlich von Kempsey.
Der Park liegt westlich des Pacific Highway zwischen dem Kumbatine-Nationalpark im Westen und dem Hat-Head-Nationalpark im Osten. Der Nationalpark hieß früher Maria State Forest und stellt mit seinen Eukalyptuswäldern einen wichtigen Übergang für die Wildtiere zwischen den beiden vorgenannten Nationalparks dar. Man fand elf bedrohte Pflanzenarten und neun bedrohte Tierarten im Park. Man findet z. B. Grasbäume und Scribbly-Gum-Eukalyptus. Maria River, Stumpy Creek und Reedy Creek durchqueren den Park.
Der Maria River darf mit nicht motorgetriebenen Booten befahren werden. Außerdem kann man den Nationalpark zu Pferde erkunden. Eine öffentliche Zufahrtsstraße für Autos gibt es nicht.